# Big (pel·lícula)
Big és una pel·lícula del 1988 dirigida per Penny Marshall i protagonitzada per Tom Hanks. Ha estat doblada al català.

## Argument
En Josh Baskin (David Moscow) té prop de tretze anys, però ja està cansat que les noies no es fixin en ell i que els seus pares el tractin com un nen, i desitja fer-se gran. Una nit troba en una fira una vella màquina que concedeix un desig a canvi d'una moneda. En Josh, sense pensar-s'ho, demana fer-se gran, i en fer-ho no mostra cap preocupació, ja que no pensa de debò que la màquina sigui capaç de concedir desitjos. L'endemà, es desperta i veu que s'ha convertit en un adult de 30 anys (Tom Hanks), i immediatament va a la fira per buscar-hi la màquina perquè el torni a fer nen. Malauradament, la fira ja havia marxat de la ciutat.
En Josh torna a casa i intenta explicar a la mare que ell és el seu fill. Ella es nega a escoltar-lo i creu que és un desconegut que ha segrestat el seu fill. Després de fugir de casa demana ajuda al seu millor amic, en Billy (Jared Rushton), qui al començament tampoc no vol escoltar-lo, però finalment aconsegueix convèncer-lo.
En Billy es compromet a ajudar-lo a trobar la màquina, però com que no pot abandonar les seves activitats quotidianes, l'ajuda a llogar una habitació en un hotel barat de Nova York i a trobar una feina en una companyia de disseny de joguines.
Quan en Josh comença a treballar li és molt difícil d'adaptar-se a la vida adulta que ara té a causa de la immaduresa de la seva edat i als problemes i a les responsabilitats que cal que tingui sense cap experiència prèvia.
En aquesta companyia en Josh coneix la Susan (Elizabeth Perkins), una important empresària de qui s'enamora i comencen a tenir una relació formal, i de mica en mica en Josh es va allunyant d'en Billy, qui, malgrat tot, continua intentant esbrinar on és la màquina que pot converitr-lo en nen un altre cop. En Josh, però, s'ha convertit ara en un important empresari de la companyia i té dubtes si continuar amb la Susan o tornar a casa amb la família. Finalment, decideix explicar a Susan tota la veritat. Ella, però, no se'l creu.
Finalment en Billy informa a en Josh que ha trobat la màquina en un parc de Nova York i en Josh s'afanya a demanar el desig que el farà ser nen de nou. En veure-ho, la Susan sap que quelcom d'estrany li passa i el segueix. Quan en Josh es disposa a formular el desig, la Susan arriba i aleshores s'adona que ell li havia dit la veritat, i tracta d'evitar que formuli el desig, però és massa tard: la màquina l'hi ha concedit.

## Repartiment
- Tom Hanks - Joshua "Josh" Baskin
- Elizabeth Perkins - Susan Lawrence
- Robert Loggia - MacMillan
- John Heard - Paul Davenport
- Jared Rushton - Billy Francis Kopecki
- David Moscow - Joshua "Josh" Baskin (jove)
- Jon Lovitz - Scotty Brennen
- Mercedes Ruehl - Sra. Baskin
- Josh Clark - Sr. Baskin
- Kimberlee M. Davis - Cynthia Benson
- Oliver Block
- Debra Jo Rupp

## Premis i nominacions

### Premis
- 1989. Globus d'Or al millor actor musical o còmic per Tom Hanks

### Nominacions
- 1989. Oscar al millor actor per Tom Hanks
- 1989. Oscar al millor guió original per Gary Ross i Anne Spielberg
- 1989. Globus d'Or a la millor pel·lícula musical o còmica